# 浦林成山
浦林成山（開曼）控股有限公司，簡稱浦林成山（開曼）控股、浦林成山（開曼）和浦林成山（英語：Prinx Chengshan (Cayman) Holding Limited，港交所：1809），在1976年，由主席車宏志，於總部山東省榮成市成立「榮成橡膠廠」（山東成山集團有限公司前身），其業務從事輪胎的涉及、開發、制造和銷售。
股份在2018年10月9日於港交所主板上市。招股定價為7.5港元，全球發售股份為135,000,000股，集資額為10.1億港元。用作併購同行從事輪胎行業。

## 連結
- 浦林成山官网 （页面存档备份，存于）